# Parafia Najświętszej Maryi Panny Nieustającej Pomocy i Miłosierdzia Bożego w Świdniku Dużym
Parafia Matki Bożej Nieustającej Pomocy i Miłosierdzia Bożego w Świdniku Dużym – parafia rzymskokatolicka, znajdująca się w archidiecezji lubelskiej, w dekanacie Lublin – Podmiejski.
Według stanu na miesiąc grudzień 2016 liczba wiernych w parafii wynosiła 1398 osób.

## Zasięg parafii
Do parafii należą wierni z następujących miejscowości: Biskupie-Kolonia, Świdnik Duży Pierwszy, Świdnik Duży Drugi, Świdnik Duży, Kolonia Świdnik Mały, Świdnik Mały.